# Come Out and Play
«Come Out and Play» és el segon senzill de la banda californiana The Offspring, i el primer del tercer àlbum de la seva discografia, Smash. Fou la cançó que va marcar un punt d'inflexió en la trajectòria de la banda, ja que va emesa en moltes emissors de ràdio del país fins a arribar al número 1 de la llista estatunidenca de cançons de rock modern.
Aprofitant l'èxit obtingut van crear un videoclip pel senzill, el primer de la banda. Fou dirigit per Darren Lavett i es va estrenar a l'estiu del mateix any.
El senzill fou inclòs posteriorment en el seu àlbum de grans èxits (Greatest Hits) i el videoclip en la compilació Complete Music Video Collection. Diversos artistes han versionat la cançó començant pels mateixos The Offspring, on en el mateix àlbum Smash van incloure com a cançó oculta una versió instrumental d'estil d'Orient Mitjà. Un altre artista fou Richard Cheese a Lounge Against the Machine (2000), mentre que d'altres han editat un versió paròdia com Joe and the Chicken Heads amb el títol «Put the Cheese Away (Keep It Refrigerated)» (1995), ApologetiX amb el títol «Come Out and Pray» (1997), Bob Rivers com «Wrong Foot Amputated» (2001), Manic Hispanic com «Get Them Immigrated» (2001) i Blowfly com «Keep Her Penetrated» (2006). També va aparèixer en els videojocs Rock Band 2 i Rock Band Unplugged.

## Llista de cançons
| 1. | «Come Out and Play» (Keep 'Em Separated) | 3:17 |
| 2. | «Session»                                | 2:33 |
| 3. | «Come Out and Play» (Acoustic Reprise)   | 1:31 |